# Sonam Dechen Wangchuck
Ashi Sonam Dechen Wangchuck, född 5 augusti 1981, är en prinsessa av Bhutan. Hon är dotter till den tidigare kungen Jigme Singye Wangchuck och halvsyster till Bhutans nuvarande kung, Jigme Khesar Namgyal Wangchuck. Hon har en examen i internationella relationer från Stanford och en masterexamen i juridik från Harvard Law School. Hon har även praktiserat på Bhutans högsta domstol.